# (18787) Kathermann
(18787) Kathermann est un astéroïde de la ceinture principale d'astéroïdes.

## Description
(18787) Kathermann est un astéroïde de la ceinture principale d'astéroïdes. Il fut découvert le 10 mai 1999 à Socorro (Nouveau-Mexique) par le projet LINEAR. Il présente une orbite caractérisée par un demi-grand axe de 2,42 UA, une excentricité de 0,20 et une inclinaison de 9,7° par rapport à l'écliptique.

## Compléments